# ابوالحسن ضیاظریفی
ابوالحسن ضیا ظریفی (زاده ۲۸ یا ۲۹ مرداد ۱۳۰۵ - لاهیجان ۱۳۸۹، لس آنجلس) پزشک ایرانی بود. او به مدت پنج دهه از پیشگامان مبارزه با بیماری سل در ایران بود. او که دبیر سازمان دانشجویان ایران و عضو هیئت تحریریه نشریه دانشجو از ۱۳۲۹ تا ۱۳۳۱ بود کتابهایی را در خصوص جنبش دانشجویی ایران نوشته‌است.
وی در ۱۳۰۵ در خانواده‌ای که یکصد سال سابقه پزشکی داشت در لاهیجان به دنیا آمد. دوره دبستان را در مدرسه حقیقت و دبیرستان را در مدرسه ایرانشهر همان شهر گذراند. او در حزب توده و انجمن تبلیغات اسلامی عضویت داشت. او با برادرزاده احمد زیرک‌زاده ازدواج کرد. او دبیری «سازمان دانشجویان ایران» سازمانهای وابسته به حزب توده در جنبش دانشجویی را در دهه ۱۳۲۰ بر عهده داشت.
وی در دانشکده داروسازی تهران و سپس در رشته علوم آزمایشگاهی تحصیل کرده‌است. او به عنوان خبرنگار پارلمانی روزنامه فرمان کار کرد. در اواخر سال ۱۳۴۲ با کمک سازمان جهانی بهداشت، تشکیلات تازه‌ای برای آزمایشگاههای کشور در وزارت بهداری ایجاد شد و او به ریاست «آزمایشگاه رفرانس سل» انتخاب شد. در سال ۱۳۴۷، ضیا ظریفی راهی انستیتو پاستور پاریس شد و به تحصیل پرداخت. سپس در سال ۱۳۴۹ به دانشگاه مریلند آمریکا رفته به کار زیر نظر گارنر میلبروک استاد مشهور، مرکز کنترل بیماری‌های ایالات متحده پرداخت. وی در سال ۱۳۵۳  سمت مدیر کل آزمایشگاه‌های کشور را برعهده داشت. او سالها عضو «کمیته ملی مبارزه با سل در ایران» و مشاور سازمان جهانی بهداشت بوده‌است.
او برادر حسن ضیاظریفی بود.او در سال ۱۳۸۹ در لس انجلس درگذشت.